# Перелётный (остановочный пункт)
Перелётный — остановочный пункт (ранее — железнодорожная станция 5 класса) на 9124,5 км главного хода Транссиба Владивостокского отделения Дальневосточной железной дороги. Электрифицирована. Находится в пос. Перелётный Черниговского района Приморского края.

## География
Перелётный расположен на участке Сибирцево — Дубининский линии Сибирцево — Дубининский в 16 километрах южнее станции Сибирцево, в 6 км севернее станции Ипполитовка (в селе Кремово) и в 48 км севернее станции Уссурийск.
Расстояние до узловых станций (в километрах): Сибирцево — 17, Дубининский — 33.
Соседние станции (ТР4): 974816 Орехово-Приморское и 976718 Ипполитовка.